# IABM
IABM, acrónimo de la Asociación Internacional de Meteorólogos en los Medios de Comunicación.
Una de las tareas básicas del IABM es representar las opiniones de los comunicadores del tiempo de todo el mundo, a la vez transmitir estas opiniones a otros órganos y garantizar de este modo una misma voz por parte de los organismos de radiodifusión en los debates sobre el suministro de la información meteorológica. 
Para hacerlo posible el IABM ha entrado en contacto con organismos como la Organización Meteorológica Mundial (OMM), EUMETSAT y ECOMET. En 1998 él fue reconocida como una entidad consultiva de la OMM, un estado que le confiere el poder de contactar con los más altos niveles dentro de la meteorología. 
Sus miembros participan activamente con los equipos de expertos y grupos de tareas que presentan informes a la OMM. 
Los objetivos principales de la asociación son:
- mejorar la situación de la meteorología en los medios de todo el mundo,
- representar las opiniones de los comunicadors del tiempo y transmitir estas a distintos órganos,
- garantizar que los organismos de radiodifusión meteorológica tengan voz en los debates referentes al suministro de información meteorológica,
- establir y mantener un registro de los miembros como un recursos para los que estén dentro de la asociación,
- promover y organizar conferencias, seminarios para difundir la meteorología en los medios de comunicación.

## Miembros que lo componen
El número de miembros que la Asociación propone tener registrados es de unos 1000 pero excepcionalmente se podrán ampliar este número. Los miembros pueden ser de tres tipos: 
- miembro de pleno derecho abierto a las personas que se dedican principalmente a la meteorología o a la radiodifusión que emiten con regularidad, ya sea a través de la radio o de la televisión,
- miembro asociado abierto a personas que dan soporte o están interesadas en emitir la información meteorológica, pero no se dedican a la emisión meteorológica como su principal ocupación. También pueden ser miembros asociados las personas que participan en la publicación de material meteorológico.
- miembros empresarios abierto a organizaciones, empresas o corporaciones involucradas en el suministro de datos y servicios de soporte a la meteorología en los medios audiovisuales.

## Breve historia
La idea de crear la organización internacional de meteorólogos en los medios de comunicación era poner encima de la mesa las opiniones de los que participan en la industria de la meteorología dentro de los medios de comunicación. La idea de una organización se planteó por primera vez en la International Weatherma'ns Festival celebrado en París en el distritoto de Issy-Les-Moulineax en 1993.
En el festival del año 1993 los organizadores dieron una tarjeta a cada participante que los autorizaba como miembros del “World Weatherman Association”.
En 1994 durante la reunión anual del World Weatherman Association los participantes pidieron una copia de los estatutos y el reglamento. Mucha gente consideraba que la iniciativa y la dirección de la asociación tenía que estar dirigida por aquellos miembros que realmente trabajan en la industria de la comunicación.
En noviembre de 1994, en una reunión celebrada en Gran Canaria, 25 miembros fundadores se reunieron y decidieron formar la International Association of Broadcast Meteorology. 
En la reunión fundacional se dieron cuenta de que la creación de la asociación representaba uno de los mayores desafíos en el que se enfrentaba la industria de los medios audiovisuales que a la vez estaba siendo examinada por la Organización Meteorológica Mundial. La resolución se programó en el Congreso de l'OMM celebrado en Ginebra el mes de junio de 1995.
El gran problema al que se enfrentaba la nueva asociación era poner un poco de orden y establecer unas bases comunas para las bases de datos meteorológicos que se intercambiaba con el National Met Services (NMs). Había dos grandes posiciones: por un lado la de los EE. UU. dónde la base de datos de información meteorológica se intercambia libremente y el valor añadido se añadía para la mejora y la distribución. Por el otro lado había la posición europea encabezada por los ingleses, franceses y alemanes Nms que querían que los datos estuviesen ligados a diferentes listas de precios. En el centro había la posición de los países emergentes que se enfrentan al temor del cierre del acceso de datos por parte de sus gobiernos y servicios locales, perdiendo así la conexión internacional.
Había un cierto riesgo a la anarquía. Los miembros fundadores se preocupaban por el hecho de que ellos tenían una clara responsabilidad hacia sus telespectadores y oyentes de ofrecerles una amplia gamma de servicios y que cualquier cambio en los datos afectase al conjunto de sus emisiones y cualquier aumento de los costes tendría que ser sufragado por las empresas de radiodifusión.
De todos estos debates surgió una visión más amplia de no solo proporcionar una voz a la industria en estos debates internacionales, sino también proporcionar un marco para el desarrollo y fomentar las emisiones meteorológicas y compartir y difundir la información. En la práctica se observó que la mayor parte de los que participan en la industria trabajaban en unos entornos dónde se encontraban un poco aislados y privados de información. Era importante que la Asociación fuese verdaderamente representativa de la industria. La composición estaría abierta a cualquier persona del mundo: periodistas y meteorólogos.
No hubo ninguna duda en la necesidad de crear la asociación, la proximidad del próximo congreso de la OMM fue progresar mucho la constitución inicial. En el proyecto fundacional se acordaron los objectivos y se formó un pequeño grupo de trabajo que fue constituido a partir de los miembros asistentes en la reunión del 75.º aniversario de la Sociedad Meteorológica Americana (AMS) celebrada en Dallas en enero de 1995. 
El grupo de trabajo colaboró en distintos proyectos entre los cuales había la formación de una estructura organizativa y se discutieron una composición y unas finanzas. También fueron importantes a partir de entonces los contactos que se establecieron con el AMS, el director de la American MNs y los funcionarios de la OMM para informarlos de la reciente creación de la Asociación.
El jueves 9 de marzo de 1995 los miembros fundadores se volvían a reunir para acordar formalmente la creación de una asociación limitada registrada en Irlanda bajo el título de la Asociación Internacional de Meteorólogos en los Medios de Comunicación.

## Comité
- Presidente:  http://en.wikipedia.org/wiki/Claire_Martin_(meteorologist) (enlace roto disponible en Internet Archive; véase el historial, la primera versión y la última).
- Vicepresidente: Tomàs Molina
- Secretario honorario: John Teather
- Tesorero: Gerarld Fleming
- Secretaria de miembros: Inge Niedek
- Secretario de publicaciones: Bill Giles

## Miembros
- Paul Gross
- Dieter Walch
- Richard Chapman
- Panos Giannopoulos

## Representantes Regionales
- África: Steve Quao
- América Latina: Mauricio Saldivar
- Asia: Yoshikazu Idesako
- Australasia: Daniel Corbett

## Enlaces
- International Association of Broadcast Meteorology (en inglés)
- Meetings (en inglés)
- Artículos publicados (en inglés)
- Miembros (en inglés)
- Miembros corporativos (en inglés)

- Datos: Q5906721